# Ćottogram (prowincja)
Ćottogram (bengal. চট্টগ্রাম বিভাগ) – jedna z 7 prowincji Bangladeszu. Znajduje się na południu kraju. Stolicą prowincji jest miasto Ćottogram. 
Wschodnią część regionu zajmują niewysokie Góry Czatgańskie, ang. Chittagong Hill Tracts (1063 m n.p.m.), jedyny górzysty obszar w Bangladeszu i jedna z jego głównych atrakcji turystycznych. Wraz z Ladakhiem, Sikkimem, Bhutanem i Sri Lanką jest to jeden z niewielu rdzennych miejsc w Południowej Azji, w której przetrwał buddyzm.